# Schrodt István
Dr. phil. Dr. ing. Schrodt István Antal Károly (Budapest, 1888. március 28. – Budapest, 1962. november 21.) aranydiplomás gépészmérnök, a műszaki tudományok kandidátusa (1952), nyugdíjas felsőipariskolai igazgató, a K. G. M. Hőtechnikai Kutatóintézet volt tudományos munkatársa, a Budapesti Műszaki Egyetem meghívott előadója.

## Életpályája és munkássága
A budapesti Műegyetemet 1909-ben végezte el. 1911-től a budapesti állami felsőipariskola oktatója volt. 1912-ben Gázgépek termodinamikája című értekezésével műszaki doktori oklevelet kapott. 1917-ben a hővezetési, hőközlési és termodinamikai folyamatokkal foglalkozó tanulmányával bölcsészdoktori oklevelet szerzett. 1919-ben megkapta a Mérnök és Építész Egylet Hollán-díját. 1935-ben Műegyetemi magántanári képesítést szerzett. 1945 után hőátadási kérdésekkel, a napenergia hasznosításának kérdésével, a láng nélküli égéssel foglalkozott, a hazai szénsavforrások energiájának kihasználására vonatkozó elgondolására pedig szabadalmat kapott. Tankönyvet is írt.

## Családja
Szülei dr. Schrodt Antal orvostudor és Papik Mária (?–1931) voltak. 1915. január 28-án, Budapesten házasságot kötött Bohácsi Margittal (1893-1933). 1961-ben, Budapesten házasságot kötött Molnár Márta Máriával.

## Művei
- A gázgépek termodinamikája (1911)
- Lineáris gázmozgások kísérleti vizsgálata új mérési eljárással; szerzői, Budapest, 1914
- Technikai hőtan (jegyzet, Budapest, 1949)
- Táblázatok a technikai hőtan számításokhoz; Állami Műszaki Főiskola, Budapest, 1950
- Részletes műszaki hőközléstan (?)

## Díjai
- Hollán-díj (1919)